# Guilherme Alves
Guilherme de Cássio Alves, noto semplicemente come Guilherme Alves (San Paolo, 8 maggio 1974), è un allenatore di calcio ed ex calciatore brasiliano, di ruolo attaccante.

## Palmarès

### Giocatore

#### Club

##### Competizioni regionali
- Torneo Rio-San Paolo: 1

Vasco da Gama: 1999

#### Competizioni statali
- Campionato Mineiro: 2

Atlético Mineiro: 2000
Cruzeiro: 2004

##### Competizioni internazionali
- Coppa Libertadores: 1

San Paolo: 1993
- Coppa Intercontinentale: 1

San Paolo: 1993
- Supercoppa Libertadores: 1

San Paolo: 1993
- Coppa CONMEBOL: 1

San Paolo: 1994
- Recopa Sudamericana: 1

San Paolo: 1994

#### Individuale
- Capocannoniere del campionato brasiliano: 1

1999 (28 gol)